# Nephesa suffusa
Nephesa suffusa är en insektsart som först beskrevs av Walker 1851.  Nephesa suffusa ingår i släktet Nephesa och familjen Flatidae. Inga underarter finns listade i Catalogue of Life.